# Universidade Peruana União
A Universidade Peruana União (siglas: UPeU) é uma universidade cristã privada vinculada à Igreja Adventista do Sétimo Dia localizada na cidade de Lima, Peru. Fundada em 1919 como um projeto educacional que chegou a ser conhecido posteriormente como Colégio União, foi fundada como universidade em 30 de dezembro de 1983 sob o nome de Universidade União Incaica. Em 1995, mudou sua denominação a Universidade Peruana União. Atualmente, a sede em Lima conta com cinco faculdades divididas em 18 carreiras profissionais. Além disso, desde 2002 funciona uma filial em Juliaca, Puno e desde 2005, outra em Tarapoto, San Martín.

## História
Essa Universidade originou-se como um projeto de educação da Igreja Adventista do Sétimo Dia, que se remonta a 1919, quando se fundou um instituto industrial no distrito de Miraflores, em Lima. Em 1946, o instituto mudou-se para a localidade de Ñaña, no Distrito de Lurigancho-Chosica (ao este da província de Lima), mudando seu nome pelo de Colégio Particular União. Em 1969 transformou-se em Centro de Educação Superior União (CESU).
Através da lei 23.758 de 30 de dezembro de 1983, promulgada durante o segundo governo de Fernando Belaúnde, transformou-se em universidade, com o nome de Universidade União Incaica. Por lei 26.542, durante o governo de Alberto Fujimori, mudou seu nome pelo de Universidade Peruana União.
O presidente da comissão organizadora da Universidade foi o doutor Rubén Castillo. Seus primeiros reitores foram: Máximo Vicuña Arrieta, Walter Manrique Pacheco e Merling Alomía Bartra.

## Faculdades e escolas
As seguintes escolas académico-profissionais correspondem ao campus Lima.
| Faculdade                                | Escolas                                 |
| ---------------------------------------- | --------------------------------------- |
| Faculdade de Ciências Humanas e Educação | Ciências da Comunicação                 |
| Faculdade de Ciências Humanas e Educação | Educação Inicial e Puericultura         |
| Faculdade de Ciências Humanas e Educação | Educação matemática e informática       |
| Faculdade de Ciências Humanas e Educação | Educação musical e artes                |
| Faculdade de Ciências Humanas e Educação | Educação primária                       |
| Faculdade de Ciências Humanas e Educação | Educação linguística e inglês           |
| Faculdade de Ciências Humanas e Educação | Educação Física                         |
| Faculdade de Ciências Empresariais       | Administração e Negócios Internacionais |
| Faculdade de Ciências Empresariais       | Contabilidade                           |
| Faculdade de Engenharia e Arquitectura   | Arquitectura                            |
| Faculdade de Engenharia e Arquitectura   | Engenharia Ambiental                    |
| Faculdade de Engenharia e Arquitectura   | Engenharia de Indústrias Alimentares    |
| Faculdade de Engenharia e Arquitectura   | Engenharia de Sistemas                  |
| Faculdade de Engenharia e Arquitectura   | Engenharia Civil                        |
| Faculdade de Ciências da Saúde           | Enfermaria                              |
| Faculdade de Ciências da Saúde           | Nutrição Humana                         |
| Faculdade de Ciências da Saúde           | Psicologia                              |
| Faculdade de Ciências da Saúde           | Medicina                                |
| Faculdade de Teología                    | Teología                                |

## Infra-estrutura

### Campus emLima
O principal campus da Universidade Peruana União encontra-se na localidade  de Ñaña, Distrito de Lurigancho-Chosica, em Lima. Conta com vários edifícios com propósitos académicos e administrativos, com laboratórios de ciência e de computação, com um bazar, com uma biblioteca, auditórios, piscina, lavandería, comedor e residências universitárias, entre outros serviços.

### Campus emJuliaca
Funcionando oficialmente desde 2002, o campus encontra-se em Chullunquiani, Juliaca, Puno e oferece treze opções de formação profissional: Educação inicial e puericultura, Educação linguística e inglês, Educação primária, Administração e negócios internacionais, Assistência gerencial, Engenharia de alimentos, Engenharia civil, Engenharia de sistemas, Engenharia ambiental, Arquitectura, Enfermaria, Nutrição Humana e Psicologia.

### Campus emTarapoto
A filial de Morais, Tarapoto, San Martín, funciona desde o ano de 2005 e oferece sete formações: Contabilidade e finanças, Marketing e negócios internacionais, Assistência gerencial, Administração, Arquitectura, Engenharia de sistemas, Engenharia ambiental e Psicologia.

## Rankings acadêmicos
Nos últimos anos tornou-se popular o uso de rankings universitários internacionais para avaliar o desempenho das universidades a nível nacional e mundial; sendo estes rankings classificações acadêmicas que classificam as instituições de acordo com uma metodologia científica de tipo bibliométrica que inclui critérios objetivos mensuráveis e reproduzíveis, levando em conta por exemplo: a reputação acadêmica, a reputação de empregabilidade para os egressos, cita-la de investigação a seus repositórios e seu resultado divulgado no site. Do total de 92 universidades licenciadas no Peru, a Universidade Peruana União localizou-se regularmente dentro do terço superior a nível nacional em determinados rankings universitários internacionais.